# دنيا الله (رواية)
دنيا الله مجموعة قصصية لنجيب محفوظ، تتكون من أربعة عشر قصة قصيرة وطويلة يروح فيها محفوظ ويجيء في حارات الحسين وفي شوارع منطقة العباسية ثم يقف على شاطئ الأسكندرية، ثم يمر بالمقابر قبل أن يأخذك إلى فرح يخرج من الجامع ليذهب بك إلى خمارة. يحكي فيها من خلال كل هذا ما يرى من خلال نظارته الكاشفة لزيف الواقع وهي لوحات من حياة الناس مليئة بالكثير من اللمحات الإنسانية حيث رصد الكثير من التفاصيل الهامة في حياة اشخاص من طبقات وظروف مختلفة في صور جمالية ومختصرة. نشرت القصص بين 1961-1962 بشكل متفوات في صحيفة الإهرام. جاءت هذه المجموعة بتنوع وبتفاعل مع خمسينيات وبداية ستينيات القرن الماضي من قضايا ورؤى نشرت هذه المجموعة القصصية بعد نشر مجموعته القصصية الأولى «همس الجنون» بربع قرن، وفي هذه القترة كان نجيب محفوظ قد رسخ نفسه ككاتب روايات، حيث نشرت في هذه الفترة أبرز رواياته، مثل السمان والخريف وزقاق المدق. وكان انضمام نجيب محفوظ إلى فريق تحرير صحيفة الأهرام سبب انحيازه مجددا نحو كتابة القصص القصيرة.

## عن الرواية
هي واحدة من أشهر كتب نجيب محفوظ وقد لاقت هذه الرواية شهرة كبيرة بين أوساط المثقفين والقراء والنُقاد، كما اشتهرت في أوساط العوام على حد سواء. وتصدرت هذه الرواية قائمة الكتب الأكثر مبيعًا وقت صدورها، كما أن شهرتها ما زالت مستمرةً وتعد من أكثر أعماله رمزيةً حيث أكدت هذا لجنة نوبل عام 1988، حيث قالت اللجنة عن المجموعة أنّها: عمل فني يعالج الأسئلة الوجودية بشكل فني وافرد الكاتب جورج طرابيشي فصل کامل عن إحدى القصص وهي قصة «زعبلاوي» في تحلیلها وتفسیر دروبها في كتابه «الله في رحلة نجيب محفوظ الفكرية» والتي اعتبرها طرابيشي وعدد من النقاد بمثابة نواة لروايته الأهم اولاد حارتنا

## قصص المجموعة
تتضمن المجموعة على 14 قصة:
- جـوار الله: يرينا نجيب محفوظ لمحة عن الجشع في هذه القصة، فما ان ترقد السيدة العجوز على فراش الموت حتى ينتظر الأبناء موتها ويقف الرجال والنساء على قبرها يقتسمون الميراث حتى ان بعضهم يفكر في مشروعاته التي سيقوم بها وقبل انتهاء مراسم الدفن.
- الجامع في الدرب: هي قصة فلسفية بسيطة تتحدث عن النفاق وعاقبته حيث سينجو القاتل والعاهرة ولن ينجو المنافق حتى ولو كان أمام الجامع.
- زيـنـة: ثلاث حكايات عن التضحية من أجل الوظيفة منهم من يضحي بمبادئه ومنهم من يضحى بجسده وغيرهم من يضحي بكل شيء.
- مـوعـد: تتحدث عن الموت بشكل فكاهي سوداوي عن الطريق الاستهانة به فهو حتمي.
- زعبلاوي: أشهر قصة في المجموعة، وهي تتحدث عن مشكلة الإنسان الأزلية والبحث الدؤوب عن الله؛ هل هو حقيقة ام خرافه.[6]
- قـاتل: قصة تدور أحداثها حول قاتل وجريمة قتل، وتركز على الحالة النفسية والصراع الداخلي للقاتل.[7]
- ضد مجهول: قصة تتعامل مع الموت، حيث أنه مهما حاول الإنسان فهمه، لن يستطيع منعه.
- دنيـا الله
- الجبار
- كلمة في الليل
- حادثة
- حنظل والعسكري
- مندوب فوق العادة
- صورة قديمة[8]